# Treu (Künstlerfamilie)
Die Künstlerfamilie Treu wirkte hauptsächlich im 18. und im frühen 19. Jahrhundert. Der Schwerpunkt ihres Schaffens lag in Bruchsal, Würzburg und in ihrem Heimatort Bamberg, wo ihnen im Historischen Museum der Alten Hofhaltung ein Raum in der Gemäldegalerie und ein Straßenname gewidmet sind. In der Staatsgalerie in der Neuen Residenz Bamberg sind noch einige Supraporten der Treus an ihren ursprünglichen Orten. In der Malerfamilie Treu wurden entsprechend der Mode ihrer Zeit, besonders die niederländischen Vorbilder und Eindrücke intensiv verarbeitet.

## Mitglieder

### Joseph Marquard Treu
Jol Nathan (* 25. Dezember 1712 in Bamberg; † 8. Juni 1796 ebenda) war ein Sohn des Bamberger Hofjuden Wolf Nathan. Er konvertierte 1733 zum katholischen Glauben und nahm den Namen Joseph Marquard Treu an. Im Alter von acht Jahren erhielt er ersten Mal- und Zeichenunterricht bei Johann Rudolf Byss. Später gab der Maler und Radierer sein Wissen seinerseits an seine Kinder Johann Nicolaus, Anna Maria, Christoph und Catharina weiter. Die Tochter Rosalie ehelichte einen Schüler ihres Vaters, den Maler Joseph Dorn. Joseph Marquard Treu wirkte in der Regierungszeit der Fürstbischöfe von Bamberg und Würzburg, Adam Friedrich von Seinsheim und Franz Ludwig von Erthal. Letzterer unterstützte ihn gegen Ende seines Lebens durch Gewährung einer Pension.

### Johann Nicolaus Treu
Johann Nicolaus (* 16. Mai 1734 in Bamberg; † 1786 in Würzburg), der Sohn von Joseph Marquard Treu, spezialisierte sich auf das Porträtfach.
Unter Fürstbischof Adam Friedrich von Seinsheim kam er nach Würzburg, wo er als fürstbischöflicher Kammerdiener, Hofmaler und Galerieinspektor wirkte. Von ihm stammen unter anderem das Hochaltarbild der Würzburger Augustinerkirche und das Gemälde des Nikolausaltars im Käppele. In der Würzburger Residenz war er an der Gemäldeausstattung des Zweiten Gastzimmers der Nördlichen Kaiserzimmer beteiligt.

### Anna Maria Treu
Anna Maria (* 26. Juli 1736 in Bamberg; † 1786) malte vor allem Jagdstücke und Miniaturbildnisse. Ihr Sohn Joseph Hemmerlein (1766–1838), ein leidenschaftlicher Violinespieler, legte als Kunstsammler den Grundstock für die Sammlung des Historischen Museums in Bamberg.

### Christoph Treu
Johann Joseph Christoph Treu (* 15. Oktober oder 16. November 1739 in Bamberg; † 2. Oktober 1799 ebenda) war kurkölnischer Hofmaler und Direktor der Schönbornischen Gemäldegalerie im Schloss Weißenstein in Pommersfelden.

### Rosalie Treu
(* 18. Februar 1741 in Bamberg; 19. Dezember 1830 ebenda), seit 1786 mit Joseph Dorn, einem Schüler ihres Vaters Joseph Marquard Treu verheiratet. Ihre Bildnisse des Hofrats Johann Alberich Ignaz Böttinger (1722–1772) und des Grafen von Rotenhan wurden gerühmt.

### Catharina Treu

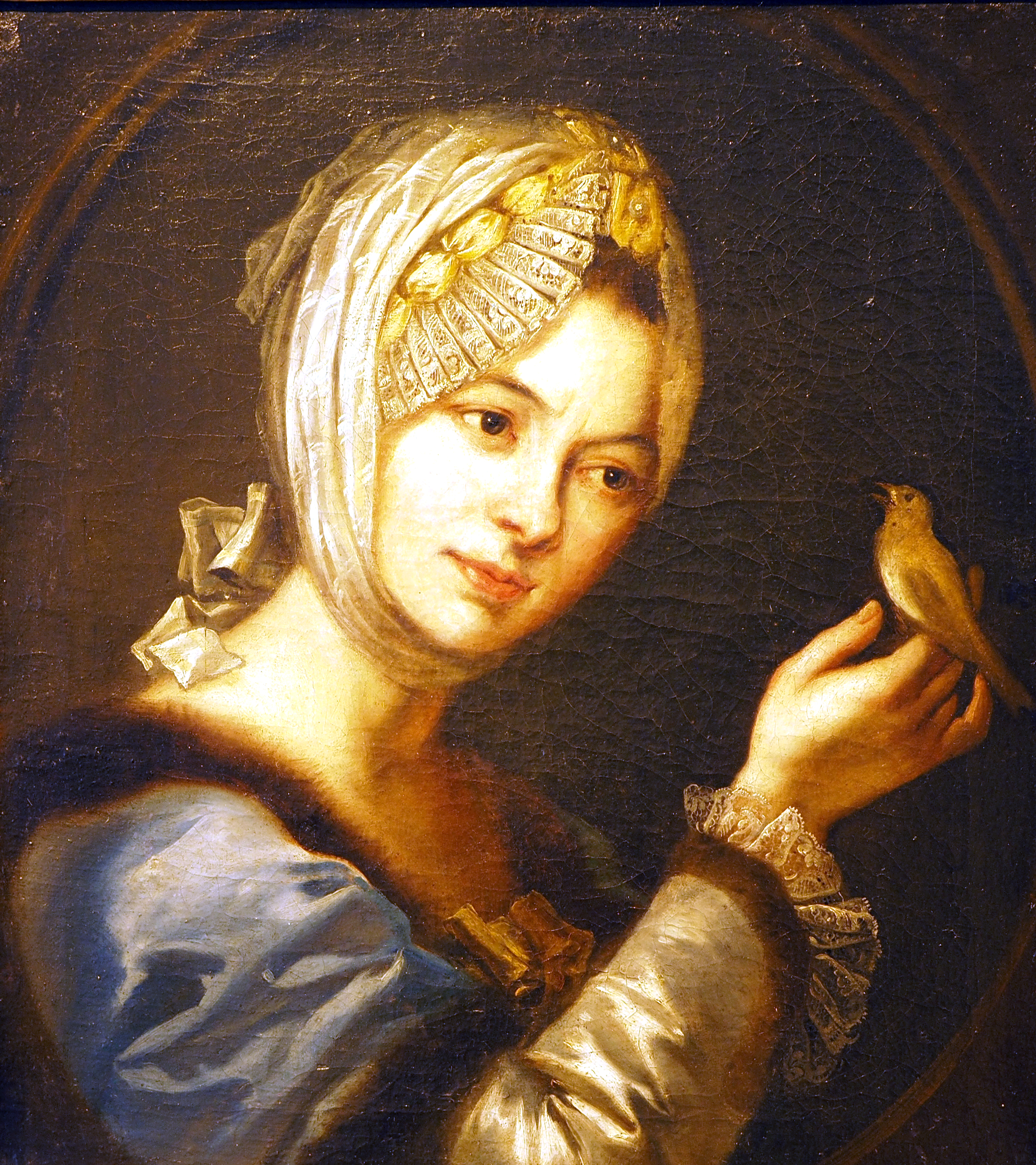
Catharina Treu

Catharina (* 21. Mai 1743 in Bamberg; † 11. Oktober 1811 in Mannheim) wurde vor allem für ihre Prunk-Stillleben bekannt. In Anlehnung an niederländische Vorbilder malte sie diese häufig auf Eichenholztafeln. Ihren ersten bedeutenden Auftrag erhielt sie 1762 (Supraporten in der Würzburger Residenz), 1766 folgte der Ruf nach Bruchsal, wo sie Aufträge von Kardinal Franz Christoph von Hutten fertigstellte. 1768 ging sie im Auftrag von Kurfürst Karl Theodor von der Pfalz und Bayern an dessen Hof nach Düsseldorf. 1769 wurde sie kurfürstliche Kabinettmalerin an der zweiten Residenz des Fürsten in Mannheim. Nach Aufträgen für den englischen Hof wurde Treu 1776 als erste Frau zur Professorin der Kunstakademie Düsseldorf ernannt und unterrichtete dort von 1776 bis 1786. Sie blieb Hofmalerin von Kurfürst Karl Theodor. Treu heiratete 1781 den wohlhabenden Hofbauern Jakob König aus Schwetzingen. 1785, kurz nach der Geburt ihrer beiden Töchter Franziska und Elisabeth, welche beide ebenfalls Malerinnen wurden, trennte sie sich von ihrem Mann. Nach dem Verlust ihres Hauptauftraggebers, des Kurfürsten, der 1799 starb, erhielt sie nur noch wenige Aufträge. Im Zuge der Koalitionskriege ging auch ihr Vermögen verloren. Sie starb dennoch als anerkannte Malerin. Ihr Werk befindet sich in den Sammlungen von Bruchsal, Mannheim, Düsseldorf, Bamberg und Würzburg.